# Small Faces (1967)
Small Faces is het tweede studioalbum van de Britse rockgroep Small Faces. In de Verenigde Staten werd deze plaat uitgegeven met als titel There Are But Four Small Faces en een andere albumhoes. In het Verenigd Koninkrijk gaf Immediate Records, het label waar de band Decca Records voor verliet, het album uit in juni 1967. Om met Immediate te concurreren, gaf Decca op aanraden van voormalig bandmanager Don Arden het compilatiealbum From the Beginning uit. Small Faces bereikte de twaalfde plaats in de Britse hitlijst. De liedjes "Here Come the Nice", "Itchycoo Park" en "Tin Soldier" werden tevens als singles uitgebracht.

## Tracklist
Alle liedjes werden geschreven door Steve Marriott en Ronnie Lane, tenzij anders aangegeven.
| Nr. | Titel                               | Schrijver(s)               | Duur |
| --- | ----------------------------------- | -------------------------- | ---- |
| 1.  | (Tell Me) Have You Ever Seen Me     |                            | 2:16 |
| 2.  | Something I Want to Tell You        |                            | 2:10 |
| 3.  | Feeling Lonely                      |                            | 1:35 |
| 4.  | Happy Boys Happy                    |                            | 1:36 |
| 5.  | Things Are Going to Get Better      |                            | 2:39 |
| 6.  | My Way of Giving                    |                            | 1:59 |
| 7.  | Green Circles                       | Marriott, Lane, O'Sullivan | 2:46 |
| 8.  | Become Like You                     |                            | 1:58 |
| 9.  | Get Yourself Together               |                            | 2:16 |
| 10. | All Our Yesterdays                  |                            | 1:53 |
| 11. | Talk to You                         |                            | 2:09 |
| 12. | Show Me the Way                     |                            | 2:09 |
| 13. | Up the Wooden Hills to Bedfordshire | McLagan                    | 2:05 |
| 14. | Eddie's Dreaming                    | Marriott, Lane, McLagan    | 2:54 |

| Nr. | Titel                               | Schrijver(s)            | Duur |
| --- | ----------------------------------- | ----------------------- | ---- |
| 1.  | Itchycoo Park                       |                         | 2:50 |
| 2.  | Talk to You                         |                         | 2:08 |
| 3.  | Up the Wooden Hills to Bedfordshire | McLagan                 | 2:04 |
| 4.  | My Way of Giving                    |                         | 1:58 |
| 5.  | I'm Only Dreaming                   |                         | 2:25 |
| 6.  | I Feel Much Better                  | Marriott, Lane, McLagan | 3:57 |
| 7.  | Tin Soldier                         |                         | 3:23 |
| 8.  | Get Yourself Together               |                         | 2:15 |
| 9.  | Show Me the Way                     |                         | 2:08 |
| 10. | Here Come the Nice                  |                         | 3:03 |
| 11. | Green Circles                       |                         | 2:51 |
| 12. | (Tell Me) Have You Ever Seen Me     |                         | 2:14 |

## Musici
- Ronnie Lane - basgitaar, zang
- Kenney Jones - drums
- Ian McLagan - toetsen
- Steve Marriott - zang, gitaar